# Gustav Schaumann (Offizier)

Major Schaumann

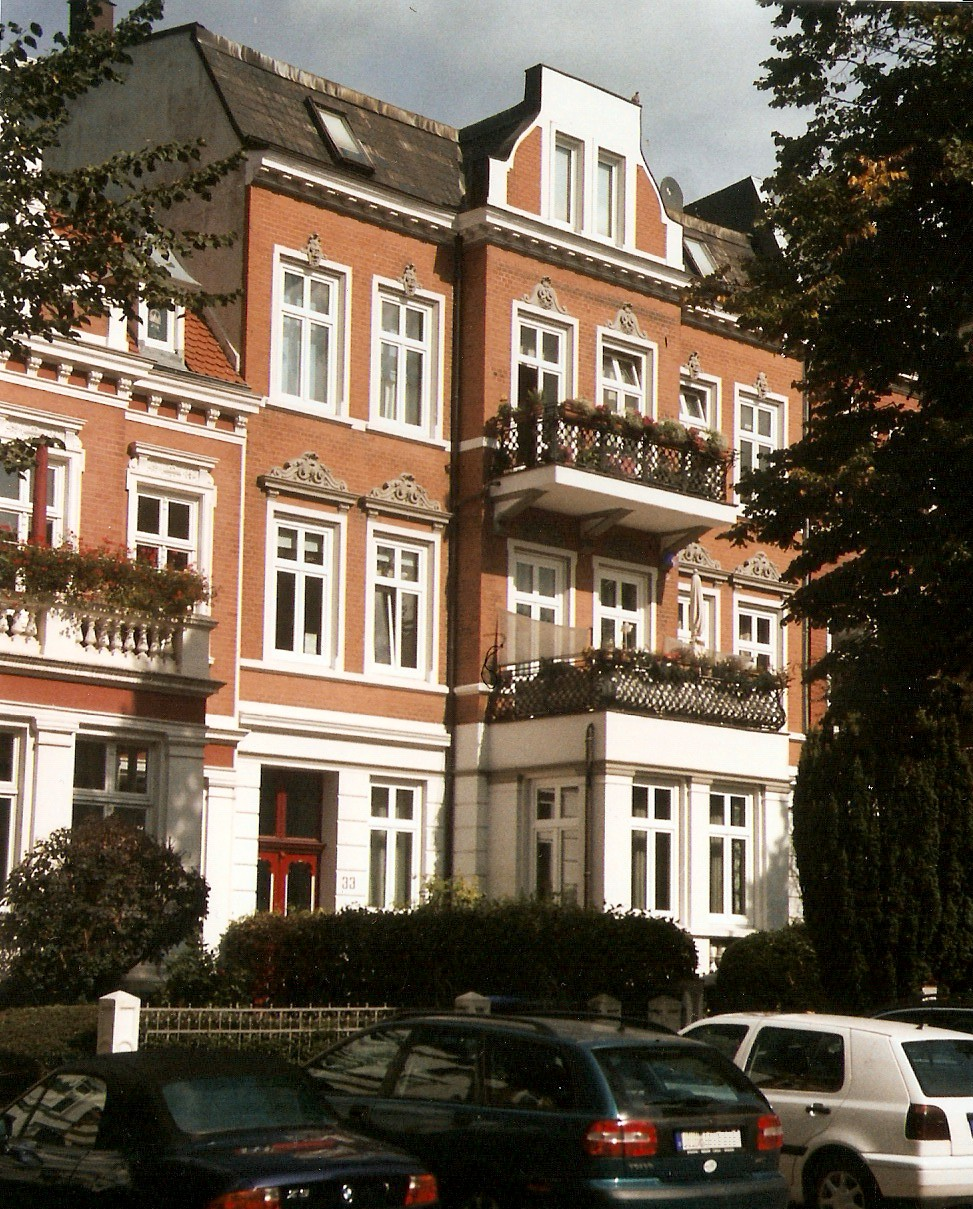
Lübecker Wohnsitz

Lübecker Liebesgaben-Abordnung beim Stabe der Brigade-Ersatz-Bataillons 81: (von links nach rechts) Lt. Meier (Adjutant), Senator Lienau, Gen.-Lt. Melior, Rud. Köhn, Major Schaumann, Oberltn. Lorenz

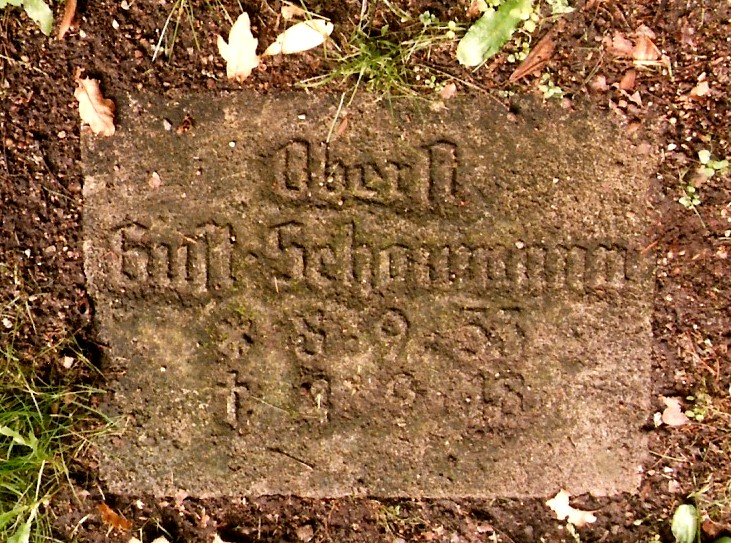
Gustav Schaumann

Gustav Friedrich August Georg Schaumann (* 8. September 1853 in Sulingen in Hannover; † 14. September 1918 in Berlin) war ein preußischer Oberst im Ersten Weltkrieg.

## Leben

### Herkunft
Gustav Schaumann wurde in Sulingen in Hannover geboren. Sein Vater war hannoverscher später preußischer Offizier. Seine Schulzeit verbrachte er im Gymnasium in Verden an der Aller, im Kadettenkorps in Plön und schließlich in Lichterfelde. Dort vollendete er 1870 die Prima.

### Militärlaufbahn
Mit abgeschlossener Prima wurde er 17-jährig als charakterisierter Portepee-Fähnrich dem 1. Thüringischen Infanterie-Regiment Nr. 31 der Preußischen Armee in Erfurt überwiesen. Während des Krieges gegen Frankreich wurde Schaumann bei dem Ausfallgefecht von Épinay verwundet und an dessen Anschluss mit dem Eisernen Kreuz II. Klasse ausgezeichnet. Durch die A. K. O. wurde er am 14. Dezember 1870 wurde er zum etatmäßigen Portepeefähnrich und am 4. April 1871 zum Sekondeleutnant befördert.
Nach dem Ende des Krieges bekam sein Regiment Altona als neuen Garnisonsort zugewiesen. Von 1881 bis 1884 absolvierte Schaumann zur weiteren Ausbildung die Kriegsakademie in Berlin. Im Sommer 1898 wurde Schaumann unter der Beförderung zum Major in das Infanterie-Regiment Nr. 157 nach Brieg in Schlesien versetzt und zum Bataillonskommandeur ernannt. Von seinem Kommando wurde er 1900 in Genehmigung seines Abschiedsgesuches entbunden und mit der gesetzlichen Pension zur Disposition gestellt.

### Lübeck
Schaumann setzte sich in der Freie und Hansestadt Lübeck zur Ruhe.
Am 11. November 1900 vermeldeten ihn die Lübeckischen Blätter als neues Mitglied in der Gesellschaft zur Beförderung gemeinnütziger Tätigkeit. Hier hielt er am 19. März 1901 einen Vortrag: War es im Sommer 1806 Napoleons Absicht, den Krieg gegen Preußen herbeizuführen? In der Ausgabe vom 30. Dezember 1900 wurde er als Neumitglied der Geographischen Gesellschaft vermerkt.
Das Lübecker Museum für Völkerkunde wählte ihn am 27. Februar 1906 zu seinem Vorsteher.

### Erster Weltkrieg
Bei Ausbruch des Ersten Weltkriegs meldete sich Schaumann trotz seines fortgeschrittenen Alters und wurde Kommandant des Lübeckischen LandsturmBataillons zum Küstenschutz in Lütjenburg. Auf seinen Wunsch, wieder an die Front zu kommen, wurde ihm Ende September das Kommando des 81. Brigade-Ersatz-Bataillons übertragen. Dieses focht zunächst in Lothringen u. a. in der Schlacht vor Nancy. Dann wurde es der 4. Armee unterstellt und war im Umfeld Festung Antwerpen tätig.
Bei Gefechten in Flandern bei Lombardzyde zeichnete es sich im Oktober 1914 aus und erhielt das Eiserne Kreuz I. Klasse.
Im Winter 1914/15 lag sein Bataillon bei Diksmuide in Stellung, kämpfte in der Ersten Flandernschlacht und nahm am Weihnachtsfrieden teil. Durch eine Verwundung zeitweilig außer Gefecht gesetzt, kehrte der Bataillonsführer Anfang Dezember zu seinem Bataillon zurück.
Mit der Auflösung der Brigade wurde aus dem „Bataillon Schaumann“ in Verbindung mit den Brigade-Ersatz-Bataillonen 33, 34 und 35 am 9. Juli 1915 zum Infanterie-Regiment Nr. 362 in der 13. Ersatz-Infanterie-Brigade formiert und kämpfte in der Zweiten Flandernschlacht.
Als Oberstleutnant ist er im Jahre 1916 zum Kommandeur des Reserve-Infanterie-Regiments Nr. 361 ernannt worden. Dieses wurde im Oktober in der Schlacht an der Somme eingesetzt, kehrte zurück nach Flandern um nach Beendigung der Sommeschlacht zu Stellungskämpfen an die Somme zurückzukehren. Nach seinem zweiten Einsatz an der Somme wurde Schaumann mit dem Ritterkreuz des Königlichen Hausordens von Hohenzollern mit Schwertern sowie dem Lübeckischen Hanseatenkreuz ausgezeichnet.
Nach Einsätzen an der Siegfriedfront sowie in der Frühjahrsschlacht bei Arras wurde sein Regiment an die Ostfront nach Galizien verlegt. Zwischen der Narajówka und der Ceniowka, oder Narajowka und Złota Lipa, nahm das Regiment an der Schlacht bei Breschany teil.

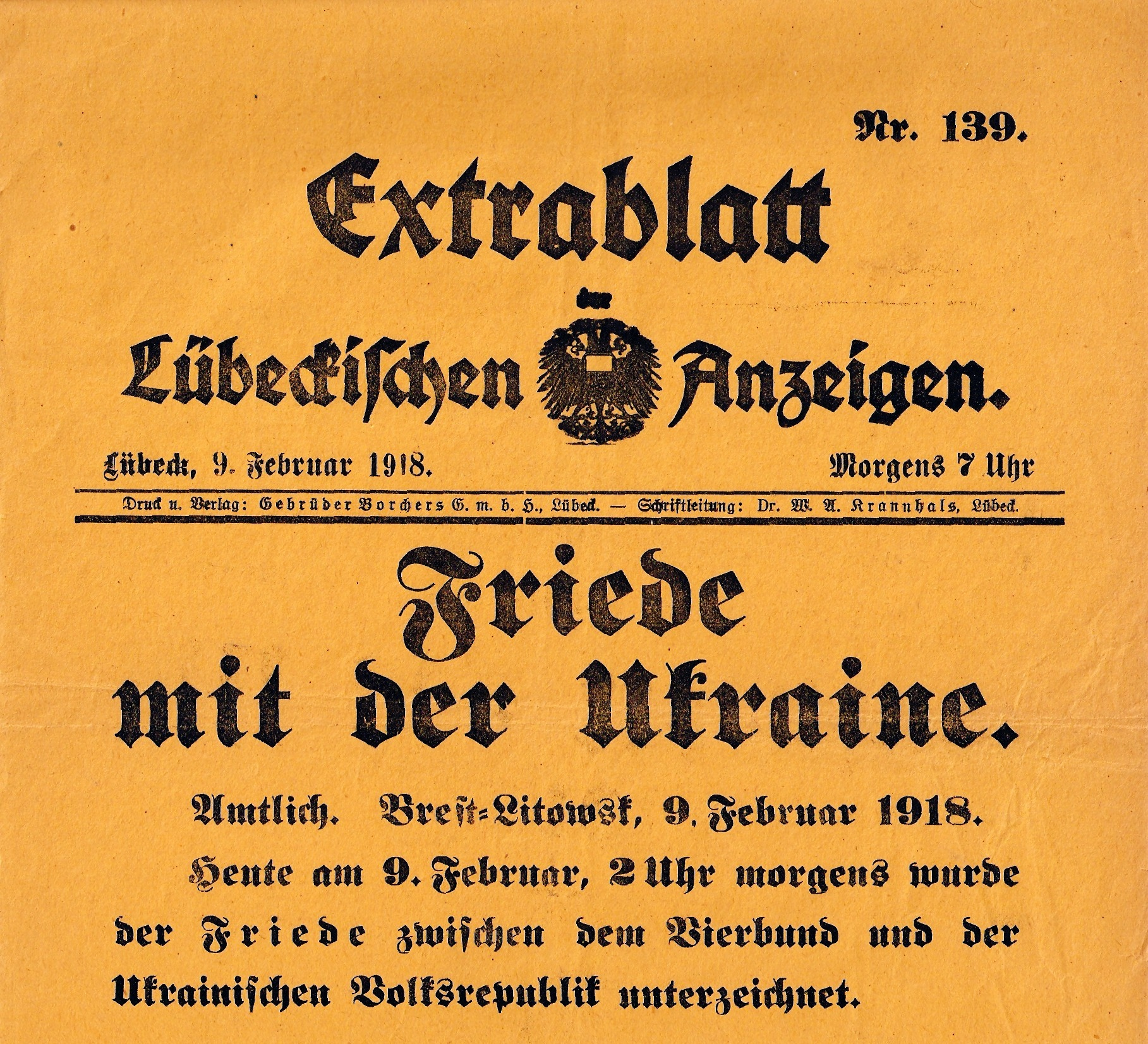
Sonderdepesche vom 9. Februar 1918

Einer vorübergehenden Unterbrechung im Juni 1917 folgte eine längere Erholung zu Hause bis Anfang 1918. Dort hielt er als Mitglied der Gemeinnützigen auf deren Stiftungsfest im November einen Vortrag über seine Erlebnisse an der Front.
Wieder zurück an der Front kam er als Etappenkomandeur in den Osten. Zuerst nach Polen, dann in die Ukraine. Ende Mai erkrankte Schaumann. Als sich sein Befinden verschlimmerte, folgten kurze Aufenthalte in den Lazaretten von Kowno und Kowel. Von hier kam er in das Elisabeth-Krankenhaus Berlin. Dort wurden eine völlige Erschöpfung und ein aufgebraucht sein des Herzens konstatiert.
Nachdem Schaumann am 4. September 1918 verstarb und wurde auf dem Ehrenfriedhof in Lübeck beigesetzt.

### Familie
Die Tochter des Rittmeisters Hanssen heiratete Schaumann 1877 in Kiel.
Seine Frau betätigte sich aktiv im Vorstand des Frauenvereins in St. Jürgen.